# 中条信徳
中条 信徳 （ちゅうじょう のぶのり）は、江戸時代後期の高家旗本。官位は従五位下・侍従、大和守。

## 略歴
播磨国明石藩主・松平直泰の六男として誕生。初名は直年。通称は鶴次郎。
兄に明石藩主松平直之、出雲国母里藩主松平直方、弟に高家旗本有馬広寿らがいる。文化7年12月9日（1811年）、高家旗本中条信義の養子となる。文化8年（1811年）閏2月15日、11代将軍・徳川家斉に御目見する。同年6月3日、高家見習に召し出されて、7月18日、従五位下・侍従・大和守に叙任する。文政10年（1827年）6月3日、信義の死去により家督を相続する。文政12年（1829年）10月28日、病気を理由に高家職を辞職する。文政13年（1830年）7月23日死去。享年53。
正妻は中条信義の娘。実子1人（中条信礼）、養子1人を確認できる。